# Anderson's Grocery
Anderson's Grocery, A Family Tradition, más frecuentemente llamado Anderson's Grocery, es una tienda de alimentos de propiedad familiar ubicada en Republic (Washington). En 2000, era una de las pocas cadenas pequeñas o tiendas de comestibles de un solo local en los EE. UU. que tenían un siglo o más de antigüedad. La tienda de comestibles celebró su centenario con un "verano de celebración". La tienda de comestibles recibió el "Premio a la Excelencia en Operaciones" de la Asociación de la Industria Alimentaria de Washington de 2015.

## Historia

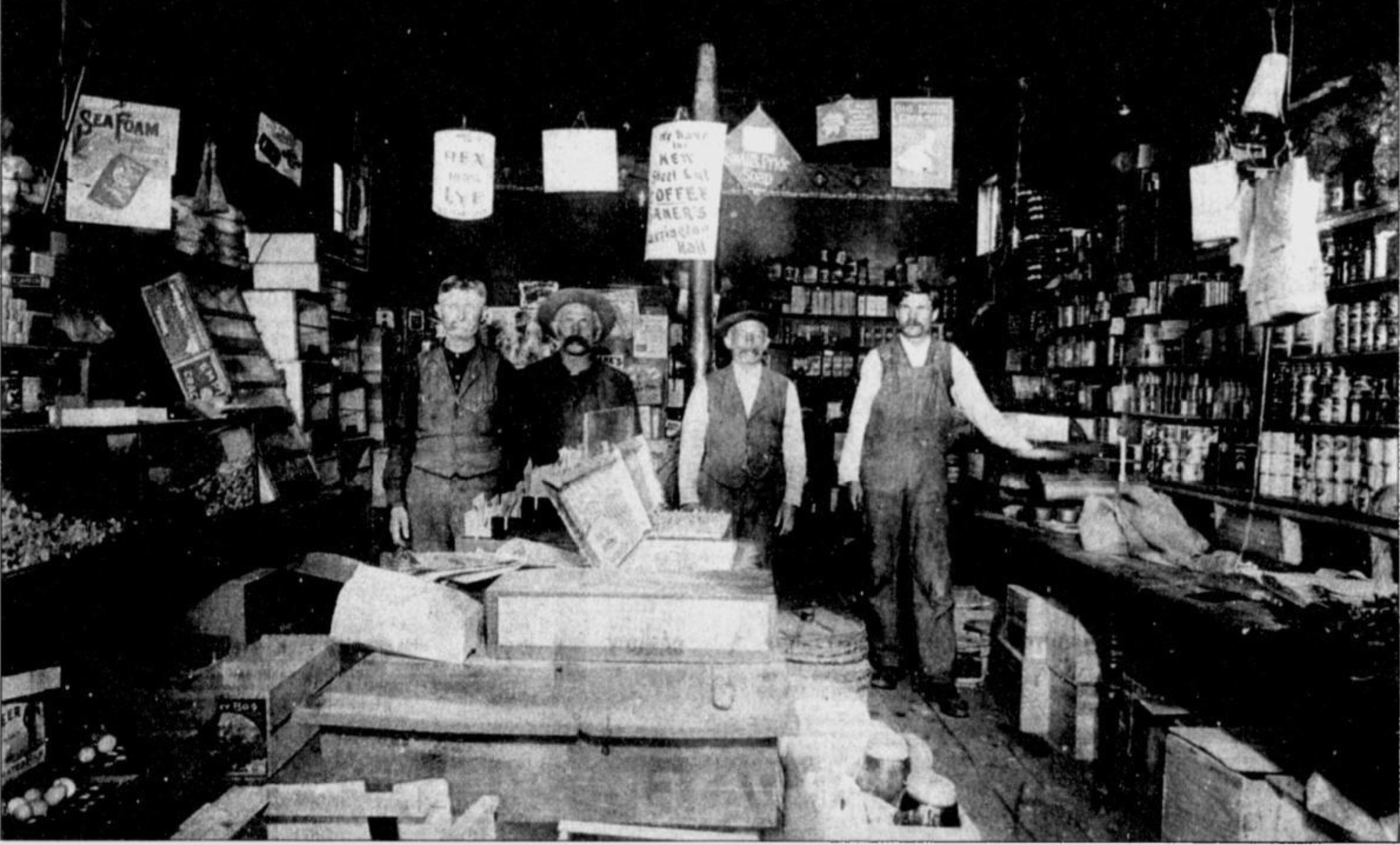
Anderson's Grocery, c. 1900.

El inmigrante sueco Charles E. Anderson llegó a Republic a principios de 1900, y para el verano había organizado la ubicación y construcción de una tienda de comestibles en Clark Avenue. Continuó dirigiendo la tienda de comestibles hasta su jubilación, y durante ese tiempo capacitó a sus hijos en el negocio. La segunda generación de la familia Anderson, Charles H., Dean y John A. Anderson, asumieron la dirección de la tienda de manos de su padre Charles E. en 1946 y dirigieron el negocio hasta 1976. A su vez, fueron comprados por la tercera generación, Carl, Gary y John Anderson, quienes aprendieron de los Anderson mayores. Operaron Anderson's Grocery durante la década de 1980 y comenzaron a capacitar a la siguiente generación de la familia. Fueron adquiridos en 1998 por la cuarta generación de la familia Anderson, Kari Beedle y Julie Padilla, junto con la empleada de largo tiempo Judee Young.
Anderson's Grocery celebró su centenario en 2000 con un «verano de celebración». En marzo de 2000, la tienda hizo un llamado para que se enviaran o entregaran recuerdos y objetos de interés a Anderson's en preparación para los eventos de verano. En ese momento, el Food Marketing Institute la identificó como una de las únicas 10 pequeñas cadenas de supermercados en los Estados Unidos que habían estado activas durante un siglo o más, y pocas de las diez aún estaban bajo la gestión familiar original.

### Edificio
Anderson's Grocery es uno de los pocos negocios de Republic que no se ha incendiado en ningún momento después de su apertura. Aun así, la tienda fue reconstruida completamente a mediados de la década de 1950, demoliéndose el edificio original y en enero de 1955 se informó sobre la construcción de un nuevo edificio, construido con ladrillos de Arizona y bloques de hormigón. La tienda fue ampliada y renovada posteriormente en 1985, y las cuatro cajas registradoras del frente de la tienda remodelada se ubicaron en el área donde había estado el edificio original. La tienda está abierta siete días a la semana.

### Apoyo a la comunidad
Anderson's Grocery estableció la «Mary French Foundation» en 2007 después del fallecimiento de Mary French, empleada de mucho tiempo, por cáncer. En 2015, la fundación había recaudado más de $23 000 a través de una variedad de eventos, como ventas de pasteles, rifas y venta de prendas de vestir tejidas a mano, cuyas ganancias se donan a estudiantes de último año de la escuela secundaria Republic. La tienda también ha otorgado más de $10 000 en becas a estudiantes del condado de Ferry.

## Premios
Anderson's Grocery recibió el premio «Excelencia en Operaciones» 2015 de la Asociación de la Industria Alimentaria de Washington (WFIA) el 27 de octubre de 2015, en la recepción y ceremonia de premios anual de la WFIA en Spokane (Washington). Las razones señaladas fueron la implementación por parte de Beedle, Padilla y Young de programas de incentivos para empleados, como ofertas de planes 401(k) y bonificaciones, junto con la expansión de las ofertas de comestibles y servicios como la expansión del estacionamiento.

## Departamentos y servicios
Desde 1917 hasta la demolición y construcción del edificio de 1954, Anderson's Grocery ofreció servicios de molienda de granos a sus clientes a cambio de tarifas de molienda con descuento o comestibles. El trueque de bienes como huevos y lana continuó hasta que entraron en vigor las regulaciones sobre la recaudación del impuesto sobre las ventas.
Anderson's Grocery cuenta con un departamento interno de panadería, carnicería y carne, y un departamento de productos agrícolas con frutas y verduras frescas. La tienda de delicatesen prepara alimentos fríos y calientes listos para comer, que incluyen pollo rostizado, una variedad de alimentos fritos, ensaladas frías y sándwiches. La panadería produce lotes de donas frescas, pasteles y panes. La tienda ofrece una variedad de cervezas, licores y vinos, además de productos secos, enlatados y congelados. A partir de junio de 2000, el departamento de carnes ofreció servicios de corte de carne personalizados para ganaderos y cazadores que lo necesitaran, y también está disponible el servicio de entrega.

### Depósito de combustible
Durante algunos años de la década de 1980, la tienda de comestibles contó con un depósito de combustible asociado para la venta de gasolina. En 1986, Anderson's Grocery instaló cinco tanques de almacenamiento subterráneos; los tanques fueron retirados a principios de diciembre de 1997. El depósito de combustible estaba compuesto por varios tanques, uno de 1000 US gal (3800 L), uno de 2500 US gal (9500 L) y tres de 4000 US gal (15 000 L) junto con una isla de bombas en la esquina noroeste del área de estacionamiento.
Si bien se informó que los cinco tanques estaban en buenas condiciones, sin corrosión ni agujeros cuando fueron retirados, el suelo debajo de los tanques de 2500 US gal (9500 L) y tres de 4000 US gal (15 000 L) contenían contaminación de combustible, al igual que el área debajo de la isla de la bomba. A principios de la década de 1990, hubo informes de olor a gasolina en las casas hacia el extremo sur de Republic y cerca de los pozos de agua de la ciudad. Un estudio inicial de gases del suelo realizado en 1993 identificó tres posibles fuentes de la fuga de combustible. Además del depósito de combustible de Anderson's, una antigua estación de Texaco también en Clark Avenue tuvo una fuga en una tubería de gasolina en 1986 que no había sido reportada inicialmente, mientras que una tienda de servicios públicos en la esquina de 6th Avenue y South Kean Street, una cuadra al oeste del sitio de Texaco, tuvo un derrame de diésel alrededor de 1989, lo que llevó a que se retirara el tanque de almacenamiento subterráneo allí. La limpieza en la propiedad de Anderson's Grocery implicó la remoción del suelo contaminado hasta el lecho de roca a una profundidad de aproximadamente 8.5 pies (2,6 m) y relleno del área con suelos limpios antes de pavimentar con asfalto. El sitio de Anderson's y el antiguo de Texaco aún están monitoreados debido a que están a menos de 1 milla (1,6 km) de los tres pozos de agua de la ciudad, que están clasificados por el estado de Washington en la categoría de «alta susceptibilidad» por posible contaminación.